# Douglas Viegas
Douglas de Paulo Viegas (São Paulo, 19 de junho de 1979), também conhecido como Poderosíssimo Ninja ou apenas Ninja, é um ex-jogador de basquete, influenciador digital e político brasileiro, filiado ao União Brasil. Atualmente, exerce o cargo de deputado federal pelo estado de São Paulo.

## Carreira política
Durante a eleição estadual de 2022, Viegas foi candidato ao cargo de deputado federal pelo União Brasil, conseguindo 76.149 votos, se tornando suplente. Em 20 de dezembro de 2023, Viegas assumiu uma vaga na Câmara dos Deputados após Felipe Becari se licenciar para assumir a Secretaria Municipal de Esporte de São Paulo.

## Controvérsias
Em 10 de abril de 2024, Douglas Viegas foi um dos deputados federais que votou no plenário da Câmara dos Deputados em favor da soltura do deputado Chiquinho Brazão que é acusado pela Polícia Federal de ser mandante do assassinato da vereadora carioca Marielle Franco e, também, de possuir vínculos com organizações criminosas milicianas do Rio de Janeiro. Esta decisão de ser contrária à prisão de um deputado federal acusado de assassinato e que foi considerado como perigoso para a Justiça Brasileira foi tomada por todos os membros do partido União Brasil.